# Форстерит

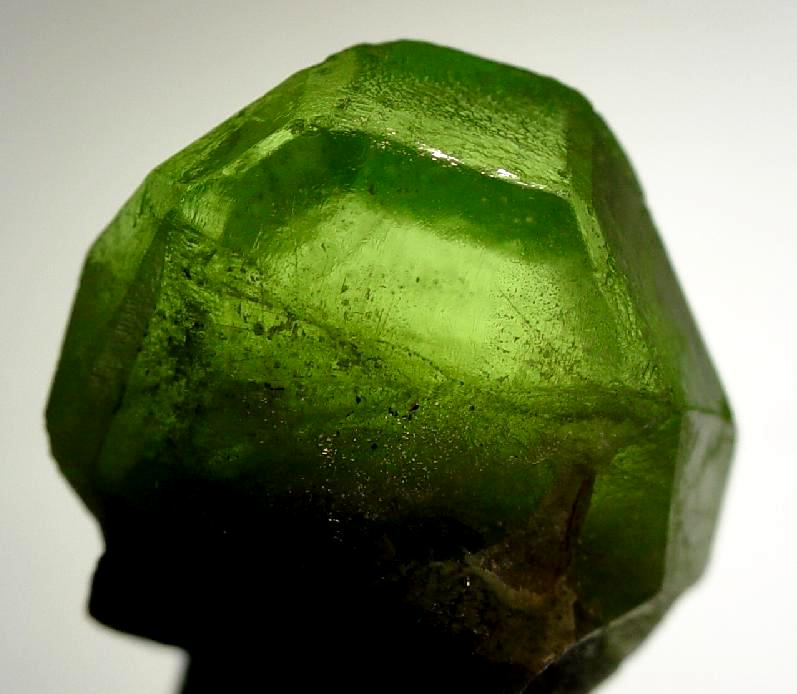
Форстерит

Форстерит — мінерал класу силікатів, магніїстий різновид олівіну острівної будови. Синоніми: болтоніт, олівін магнієвий.

## Етимологія та історія
Форстерит вперше був знайдений у 1824 році на вулкані Сомма в Італії та описаний французьким мінералогом Армандом Леві (1795—1841), який назвав мінерал на честь Адолярія Якоба Форстера (1739—1806), німецького мінералога, колекціонера і торговця мінералами.
Зауважимо, що в ряді джерел подається інша інформація — що мінерал названо на честь Йоганна Рейнгольда Форстера (1729—1798) — німецького орнітолога, ботаніка, зоолога та мандрівника англійського походження.

## Загальний опис
Хімічна формула: Mg2[SiO4].
Містить (%): MgO — 57,1; SiO2 — 42,9.

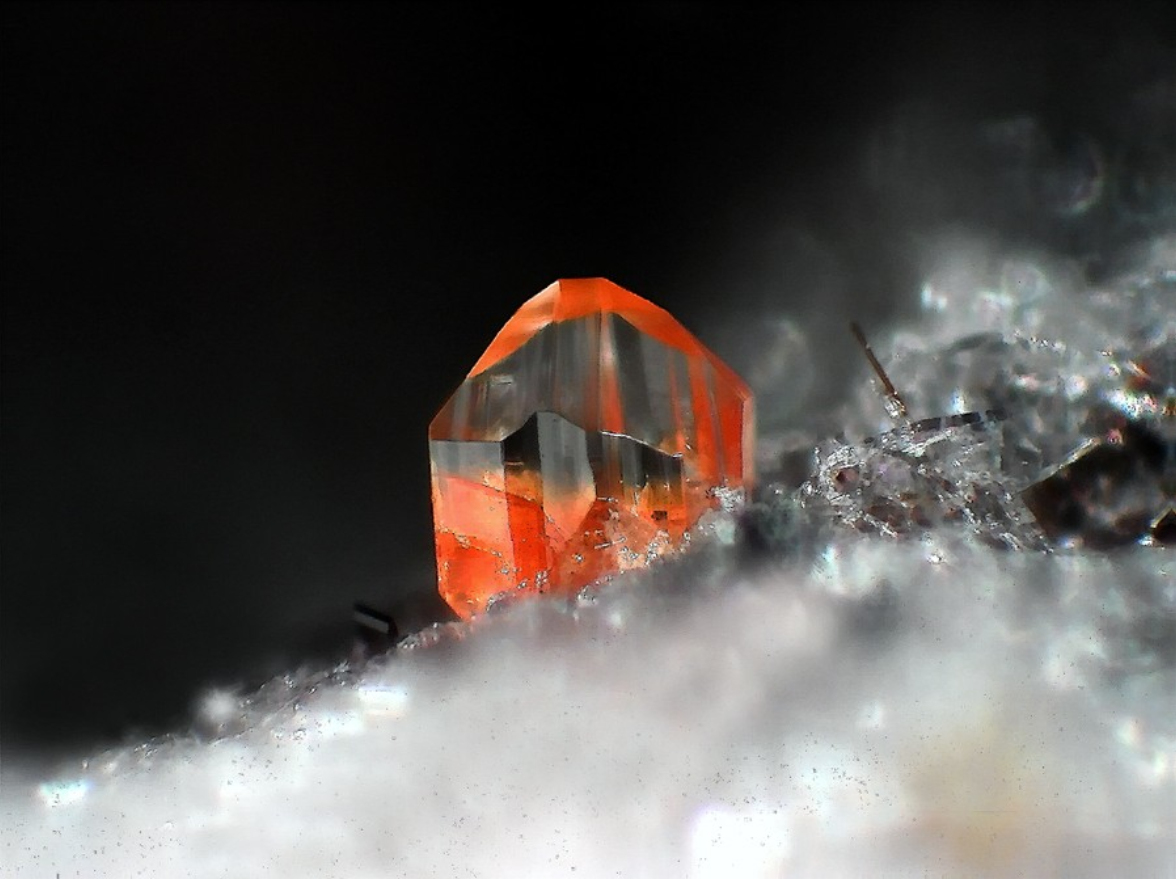
Форстерит

Сингонія ромбічна. Ромбо-дипірамідальний вид. Форми виділення: ізометричні або злегка сплюснуті кристали. Спайність недосконала. Густина 3,22. Тв. 6,75-7,25. Колір білий до світло-зеленого або лимонно-жовтого. Риса біла. Блиск скляний. Прозорий і напівпрозорий.

## Генезис
Форстерит утворюється у вулканітах від основного до ультраосновного і в метаморфізованих доломітових вапняках. Там він зустрічається в парагенезисі з цілим рядом мінералів, таких як кальцит, хроміт, доломіт, енстатит, корунд, магнетит, флогопіт, плагіоклаз і шпінель. Також утворюється у процесі серпентинізації ультраосновних порід і відомий в асоціації з магнезитом, флогопітом, гематитом, серпентином, хондродитом, кліногумітом, бруситом.

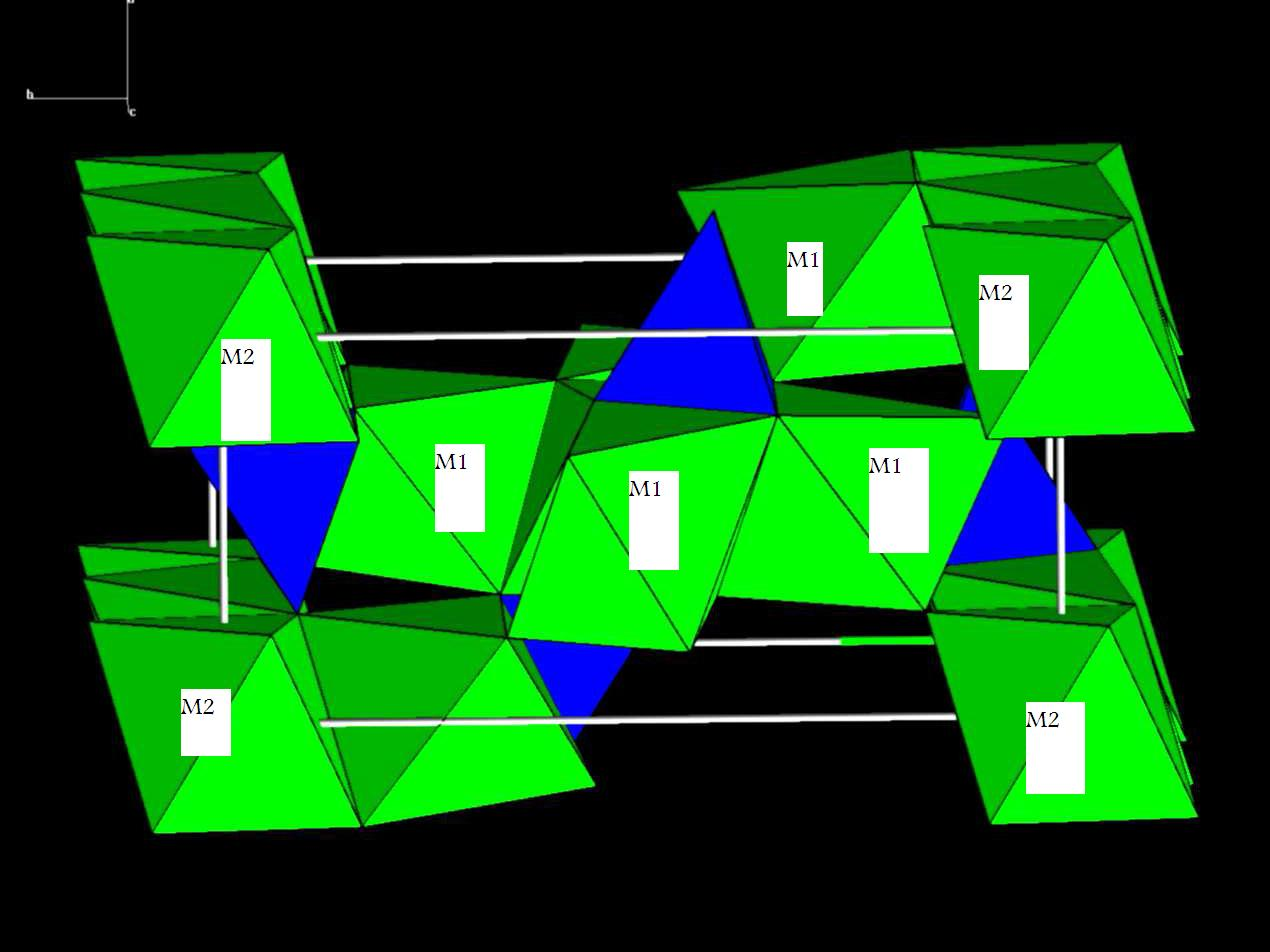
Структура форстериту

## Поширення
Важливий мінерал ультраосновних комплексів. Зустрічається також в контаково-метаморфічних породах (доломітах, вапняках) разом з хондродитом і флогопітом.
Станом на 2014 рік форстерит було знайдено в більш ніж 960 місцях. На додаток до місця розташування типових зразків на вулкані Сомма (Італія), форстерит також був знайдений в Італії в районі Вультур, а також в Апулії, Лаціо, Лігурії, Ломбардії, П’ємонті, Сицилії, Трентіно-Південному Тіролі, Тоскані та Умбрії. Зустрічається в старих вулканічних відкладах Везувію (Італія).
Інші країни та континенти, де знайдено форстерит, включають Єгипет, Алжир, Анголу, Антарктиду, Ефіопію, Австралію, Болівію, Ботсвану, Бразилію, Болгарію, Китай, Німеччину, Фінляндію, Францію, Грецію, Гренландію, Індію, Індонезію, Ірак, Японію, Казахстан, Канаду, Колумбію, Мадагаскар, Мексика, М’янму, Намібію, Нову Каледонію, Нову Зеландію, Північну Корею, Норвегію, Австрію, Польщу, Росію, Шотландію (Великобританія), Швецію, Швейцарію, Словаччину, Іспанію, Південну Африку, Таджикистан, Танзанію, Чехію, Туреччину, Угорщину, Україну та США.
У квітні 2011 року дослідницька група США повідомила про відкриття кристалів форстериту в протозоряній хмарі протозірки HOPS-68 за допомогою космічного телескопа Spitzer. Форстерит також був виявлений за допомогою інфрачервоної спектроскопії в інших космічних середовищах - наприклад, у кількох кометах (включаючи комету Галлея та комету Гейла-Боппа), у пилових оболонках пульсуючих червоних гігантів, у планетарних туманностях і в протопланетних дисках (тобто нових планетних системах).

## Використання
Використовують для виготовлення вогнетривкої цегли. Дорогоцінні різновиди (хризоліт) використовуються у ювелірній справі.